# کره (کشور)
کره (کره‌ای: 한국 یا 조선) کشوری تقسیم شده به دو کشور در خاور دور است. مرزهای آن از چین و روسیه در شمال تا ژاپن در شرق می‌رسد.
کره در سال ۱۹۴۸ به دو کشور کره جنوبی و کره شمالی تقسیم شد. بروز اختلافات میان این دو کشور باعث به وجود آمدن جنگ کره در سال ۱۹۵۰ شد. نزاع بین دو دولت حاکم بر کره با فراز و نشیب های مختلف تا به امروز نیز ادامه دارد.

## تاریخچه
سلسله گوجوسان به عنوان اولین سلسله در کره و عمدتا منچوری ظهور کرد که بر اساس گفته‌های محققان کره دورانی بزرگ و باشکوه محسوب می‌شود؛ گوجوسان بعدها پس از هزاران سال توسط ارتش دودمان هان نابود گردید. پس از سقوط گوجوسان اتحادیه‌های بیون هان، ماهان و جین هان در کره حکومت می‌کردند. بعدها در سال‌های ۱۰۰ میلادی کشورهای گوگوریو،شیلا، بکجه و گایا کشورشان را گسترش دادند.
ماهان را بکجه، جین هان را شیلا و بیون هان را گایا از بین بردند و در نیمه جنوبی کره ظاهر شدند، گوگوریو نیز در شمال کره و منچوری در حال گسترش قلمرو خود بود؛ پس از بیرون راندن فرمانداری های پنجگانه هان سابق در شمال شبه جزیره و منچوری توسط گوگوریو ، جمعیت آنان فزونی یافت و گوگوریو خود را جانشین گوجوسان دانست ، گرچه بویو نیز چنین ادعاهایی را داشت اما بعلت کمبود اطلاعات از این پادشاهی باستانی و نیمه افسانه‌ای نمی‌توان استناد چندانی داشت، پس از فراز و نشیب های مختلف طی قرن اول میلادی تا قرن پنجم بین سه پادشاهی ، پادشاه گوانگتو وسعت گوگوریو را به نود درصد شبه جزیره ، کل منچوری ، حوالی اولان باتور و پکن امروزی و بخشهایی از خاور دور روسیه امروزی رساند که وسیع ترین قلمرو تاریخ کره محسوب می‌گردد. در عصر نود ساله جانگسو گوگوریو بعنوان اولین و آخرین امپراطوری در طول عمر این دو پادشاه در تاریخ کره بدل گشت.
در قرن ششم شیلا با پیمان شکنی در جریان حمله مشترک خود با بکجه بر هانسونگ گوگوریو توانست بر دره رود هان مسلط گردد (هانیانگ پایتخت چوسان و سئول امروزی ، منطقه‌ای وافر برای تجارت با چین) این امر وابستگی آنان به گوگوریو را زدود و سرزمینشان را بهبود بخشید ، در اواخر قرن ششم چین پس از سه قرن تفرقه و جنگ داخلی و چند دودمانی ، توسط دودمان سویی یکپارچه شد و در ۵۹۸ میلادی به گوگوریو یورش برد ، جنگهای ناموفق چینیان با گوگوریو هفتاد سال بطول انجامید و پس از فروپاشی سلسله سویی از این جنگ درنهایت تانگ در سال ۶۶۸ میلادی پیونگ یانگ را فتح نمود ، پیش از آن بکجه را فتح کرده بود و عصر سه پادشاهی که از دو الی یک قرن پیش از میلاد آغاز گشته بود پایان یافت؛ شیلای متحد بر دوسوم شبه جزیره حاکم گردید و بعنوان سرسپرده و خراجگزار دودمان تانگ شناخته شد.
پادشاهی بالهه گرچه کره‌ای‌ها اقلیت آنرا تشکیل می‌دادند اما به نام احیای گوگوریو در ۶۹۸ توسط موهه و قبیله نشینان منچوری و مردمان گوگوریوی سابق تاسیس شد، همزمان شیلا در قرن هشتم و بالهه در قرن نهم عصر طلایی خود را تجربه کردند و در قرن دهم شیلا توسط مردم کره و خاندان های قدرتمند و بالهه توسط لیائو نابود گشتند تا اینکه در ۹۱۸ میلادی، تجو وانگ گون شبه جزیره را یکپارچه کرد و گوریو را به نیابت از نام گوگوریو بنیان نهاد؛ در قرن یازدهم لیائو (خیتان) با ارتشهایی بزرگ به گوریو هجوم آورد ، نیمی از سرزمین را نابود و پایتخت را آتش زد اما درنهایت دفع گردید ، در قرن سیزدهم مغولان بر کره تاختند و آنرا فتح کردند و تا یک قرن ماندند ، درنهایت حاکمیت پانصدساله گوریو که کارآمدی خود را از دست داده بود در ۱۳۹۴ میلادی توسط یکی از ژنرالان خود به نام یی‌سونگه به پایان رسید و او اولین پادشاه از سلسله‌ای جدید شد ، به پیشنهاد مینگ نام آنرا «چوسان» گذاشتند.
در قرن پانزدهم چوسان دوران کامیابی و رونق و رفاه عمومی را تجربه کرد اما در قرن شانزدهم فرسوده شد و با هجوم خانمان برانداز ژاپنی‌ها از ۱۵۹۲ تا ۱۵۹۸ در جنگ ایمجین تمام کشور ویران شد و یک سوم الی نیمی از جمعیت از بین رفتند و خیلی‌ها بی‌دماغ شدند، چوسان با بسیج کل کشور و کمک بسیار گسترده از امپراطوری مینگ که چوسان سرسپرده آن بود و مینگ وظیفه حفاظت از آنرا داشت درنهایت آنانرا بیرون کرد؛ کشور هنوز درحال بازسازی بود تا اینکه در ۱۶۲۷ و ۱۶۳۶ مورد حمله دهشتناکی دیگر توسط چینگ قرار گرفت ، پادشاه چوسان در جنگ گیر افتاد و در برابر خان (امپراطور بعدی) زانو زد و چوسان از مینگ اعلام برائت نمود ، چینگ تقریبا همیشه رفتار تحقیرآمیزی با چوسان داشت (برخلاف مینگ و سونگ که کره را برادر خود می‌دانستند).
در قرن هجدهم چوسان عصر نسبتاً خوشی را تجربه نمود اما در قرن نوزدهم این کشور عمدتاً کنفوسیوسی دوباره به فلاکت افتاد، شورش‌ها و طغیان های بی پایان رعایا و بردگان بخاطر ظلم شدید، قحطی‌های گسترده و اعتیاد خانمان‌سوز به تریاک انگلیسی، برده شدن بیش از نیمی از مردم درحالیکه در اکثر مواقع ده درصد جمعیت بودند کشور را به اوج ضعف و انزوا رساند تا اینکه در اواخر قرن نوزده و با فروپاشی قدرت چینگ ، قدرتهای خارجی (ژاپن،آمریکا،روسیه،بریتانیا) آمدند و دولت که تسلیحات و انسجامی نداشت سریعا تسلیم شد و آنان کشور را بین خود تقسیم کردند ، با تضعیف بریتانیا و نابودی روسیه در جنگ جهانی اول ژاپن بر کشور مسلط شد و دوره استعمار ژاپن بر کره را رقم زد، آنان مستقیماً کره را به خود الحاق نمودند و باوجود تبعیض بر مردم و غارت منابع و بهره کشی گسترده از آنان، صنعتی هرچند عقب‌مانده وارد کره کردند؛ در این دوره اشغالگری، کمونیست‌ها و گروه‌های استقلال‌طلب بیشترین مقابله پارتیزانی را اهتمام ورزیدند.  با شکست ژاپن در جنگ جهانی دوم ، نیمه جنوبی کره توسط ارتش آمریکا و نیمه شمالی که کم و بیش توسط کمونیست‌های کره آزاد شده بود توسط ارتش سرخ شوروی از چنگ ژاپنی‌ها درآمد.
نزاع بر سیطره بر شبه جزیره توسط آمریکا و شوروی به تشکیل دو دولت جنوبی و شمالی انجامید ، جمهوری دمکراتیک خلق که مبارزان کارکشته و رزم‌دیده داشت در سال ۱۹۵۰ به دولت جنوبی که درحال شکل گیری و سازماندهی حکومتی توسط آمریکا بود حمله‌ای همه جانبه کرد و توانست کل شبه جزیره را بجز شهر بوسان تسخیر کند اما دیری نپایید که با دخالت ارتش آمریکا که خود را ارتش ملل متحد می‌خواند پس از یک-دو ماه جنگ سخت و بمبارانهای بسیار خونین بین کره شمالی دربرابر آمریکا و متحدان و کره جنوبی ، تقریبا کل شبه جزیره بدست بلوک غرب افتاد که با دخالت ارتش خلق چین جنگ به حالت برابر رسید و دوباره سئول فتح شد درنهایت پس از عدم پیشروی و بن بست برای دو طرف در ۱۹۵۳ معاهده آتش‌بس و ترک مخاصمه کره امضاء گردید؛ جنگ کره یک پنجم الی یک سوم جمعیت شبه جزیره را از بین برد و تقریبا کل آنرا ویران کرد ، دهه پنجاه صرف بازسازی جنگ شد و دهه شصت تا هشتاد شرایط زندگی دو ملت یکسان بود که بخاطر فروپاشی شوروی ، کره شمالی وارد دهه وخیمی از قحطی و مشکلات و سختی‌ها شد و کره جنوبی با تسلط بلوک غرب بر جهان توسعه شایانی پیدا کرد؛ ستیز دو دولت و دخالت گسترده قدرتهای خارجی همچنان ادامه دارد و برخی صاحبنظران کره جنوبی این دخالت‌ها را مانع از اتحاد شبه جزیره می‌دانند.